# Chiesa di San Marco (Paternò)
La chiesa di San Marco è una chiesa di Paternò, in provincia di Catania, ubicata sull'omonima collina.

## Storia e descrizione
Costruita in epoca normanna, probabilmente agli inizi del XII secolo, fu inizialmente un monastero benedettino. Passato nel 1340 all'obbedienza dell'abate di Santa Maria di Licodia, l'edificio fu poi abbandonato dai monaci che si trasferirono nel monastero di San Nicolò l'Arena a Catania.
Successivamente, per molti secoli, la chiesa dipese dalla chiesa di Santa Maria della Valle di Josaphat.
La chiesa, che sorge nelle campagne di contrada San Marco, ha pianta longitudinale di impianto basilicale con ampio cappellone absidale. L'interno è costituito da un'unica navata e presenta decorazioni alle pareti risalenti al Seicento.
Abbandonata per molti decenni, la chiesa è stata recentemente ristrutturata e recuperata al culto.